# Albert J. Raboteau
Albert J. Raboteau, nome completo Albert Jordy Raboteau (Bay St. Louis, 4 settembre 1943 – 18 settembre 2021), è stato uno storico statunitense di origine afroamericana. Si occupò principalmente di storia della religione cattolica in America.

## Biografia
Suo padre morì prima che lui nascesse, ucciso da un uomo bianco che non fu mai condannato per il suo crimine grazie all'ambiente razzista presente allora nel sud del Mississippi. Dopo l'omicidio, la madre, un'insegnante, decise di trasferirsi con la famiglia verso nord, per dar modo ai suoi bambini di crescere in un luogo migliore. Si risposò poi con un prete afroamericano, che insegnò a Reboteau il greco e il latino fin da quando aveva cinque anni, e indirizzò i suoi interessi verso la chiesa e l'istruzione. Raboteau venne ammesso al college a sedici anni.
Nel 1982 Raboteau trovò un posto come professore esterno all'Università di Princeton, per poi entrare stabilmente nel corpo accademico. Si specializzò in storia delle religioni in America. Le sue ricerche e le sue lezioni si concentrarono sui movimenti religiosi afroamericani e sulla storia del cattolicesimo in America. Fu preside del Dipartimento di religione dell'università dal 1987 al 1992 e l'anno successivo divenne preside della facoltà. Ricevette il Lifetime Service Award sia nel 2005 che nel 2006. Nel 2006 ottenne anche uno speciale Achievement Award. Successivamente si convertì alla chiesa cristiana ortodossa.

## Opere
- Slave Religion: The Invisible Institution in the Antebellum South. New York: Oxford University Press, 1978. ISBN 0-19-502438-9.
- A Fire in the Bones: Reflections on African-American Religious History. Boston: Beacon Press, 1995. ISBN 0-8070-0932-6.
- A Sorrowful Joy. New York: Paulist Press, 2002. ISBN 0-8091-4093-4.
- Canaan Land: A Religious History of African Americans. New York: Oxford University Press, 1999. ISBN 0-19-514585-2.
- African American Religion: Interpretive Essays in History and Culture. New York: Routledge, 1997. ISBN 0-415-91458-2. curato assieme a Timothy E. Fulop.